# Walter Bloem
Walter Bloem, född 20 juni 1868 och död 19 augusti 1951, var en tysk författare.
Bloem blev känd främst genom sin livfulla men något följetongsmässiga skildring av krigsåren 1870-71 i romantrilogin Das eiserne Jahr (1911), Volk wider Volk (1912), samt Die Schmiede der Zukunft (1913), till vilken serie även Elsassromanen Das verlorene Vaterland (1914) sluter sig. Romancykeln blev en stor bokhandelssuccé. Bloems romaner från första världskriget, Vormarsch (1916) och Sturmsignal (1918), uppbärs av hans självupplevda miljöskildringar.